# Saint-Vérand (Roine)
Saint-Vérand és un municipi francès situat al departament del Roine i a la regió d'Alvèrnia-Roine-Alps. L'any 2007 tenia 1.090 habitants.

## Demografia

### Població
El 2007 la població de fet de Saint-Vérand era de 1.090 persones. Hi havia 422 famílies de les quals 96 eren unipersonals (52 homes vivint sols i 44 dones vivint soles), 141 parelles sense fills, 165 parelles amb fills i 20 famílies monoparentals amb fills.
La població ha evolucionat segons el següent gràfic:
Habitants censats

### Habitatges
El 2007 hi havia 533 habitatges, 432 eren l'habitatge principal de la família, 68 eren segones residències i 33 estaven desocupats. 468 eren cases i 64 eren apartaments. Dels 432 habitatges principals, 318 estaven ocupats pels seus propietaris, 94 estaven llogats i ocupats pels llogaters i 20 estaven cedits a títol gratuït; 3 tenien una cambra, 26 en tenien dues, 71 en tenien tres, 119 en tenien quatre i 214 en tenien cinc o més. 321 habitatges disposaven pel capbaix d'una plaça de pàrquing. A 182 habitatges hi havia un automòbil i a 223 n'hi havia dos o més.

### Piràmide de població
La piràmide de població per edats i sexe el 2009 era:
| Homes | Edats   | Dones |
| ----- | ------- | ----- |
| 0     | 95 o +  | 0     |
| 0     | 90 a 94 | 4     |
| 0     | 85 a 89 | 4     |
| 0     | 80 a 84 | 8     |
| 28    | 75 a 79 | 16    |
| 20    | 70 a 74 | 28    |
| 20    | 65 a 69 | 16    |
| 24    | 60 a 64 | 32    |
| 28    | 55 a 59 | 12    |
| 20    | 50 a 54 | 32    |
| 64    | 45 a 49 | 64    |
| 44    | 40 a 44 | 44    |
| 40    | 35 a 39 | 48    |
| 28    | 30 a 34 | 12    |
| 20    | 25 a 29 | 20    |
| 20    | 20 a 24 | 20    |
| 56    | 15 a 19 | 52    |
| 32    | 10 a 14 | 36    |
| 32    | 5 a 9   | 20    |
| 24    | 0 a 4   | 12    |

## Economia
El 2007 la població en edat de treballar era de 698 persones, 537 eren actives i 161 eren inactives. De les 537 persones actives 510 estaven ocupades (271 homes i 239 dones) i 27 estaven aturades (9 homes i 18 dones). De les 161 persones inactives 58 estaven jubilades, 61 estaven estudiant i 42 estaven classificades com a «altres inactius».

### Ingressos
El 2009 a Saint-Vérand hi havia 423 unitats fiscals que integraven 1.084 persones, la mediana anual d'ingressos fiscals per persona era de 18.468 €.

### Activitats econòmiques
Dels 45 establiments que hi havia el 2007, 1 era d'una empresa extractiva, 2 d'empreses alimentàries, 1 d'una empresa de fabricació de material elèctric, 1 d'una empresa de fabricació d'altres productes industrials, 10 d'empreses de construcció, 10 d'empreses de comerç i reparació d'automòbils, 2 d'empreses de transport, 2 d'empreses d'hostatgeria i restauració, 2 d'empreses d'informació i comunicació, 1 d'una empresa financera, 1 d'una empresa immobiliària, 7 d'empreses de serveis, 1 d'una entitat de l'administració pública i 4 d'empreses classificades com a «altres activitats de serveis».
Dels 12 establiments de servei als particulars que hi havia el 2009, 1 era una oficina de correu, 1 una oficina bancària, 2 guixaires pintors, 2 fusteries, 1 lampisteria, 1 electricista, 1 perruqueria i 3 restaurants.
Dels 4 establiments comercials que hi havia el 2009, 2 eren botiges de menys de 120 m², 1 una fleca i 1 una carnisseria.
L'any 2000 a Saint-Vérand hi havia 76 explotacions agrícoles que ocupaven un total de 1.026 hectàrees.

## Equipaments sanitaris i escolars
El 2009 hi havia 2 escoles elementals.

## Poblacions més properes
El següent diagrama mostra les poblacions més properes.